# Kazimierz Kowalski (podoficer)
Kazimierz Kowalski (ur. 10 lutego 1896 w Łaszewie, zm. 5 lipca 1978 w Łodzi) – podoficer Wojska Polskiego w II Rzeczypospolitej, kawaler Orderu Virtuti Militari. 

## Życiorys
Urodził się w rodzinie Józefa i Anieli z Wróblewskich. Absolwent szkoły powszechnej. Po ukończeniu nauki pracował w fabryce sznurowadeł. Był członkiem Polskiej Organizacji Wojskowej. W 1918 wstąpił do odrodzonego Wojska Polskiego i w szeregach 5 kompanii 28 pułku Strzelców Kaniowskich walczył na frontach wojny polsko-ukraińskiej, a następnie polsko-bolszewickiej. W maju 1920 pod Biełkami, zaatakował placówkę bolszewicką i zdobył sprzęt oraz jeńców. Za bohaterstwo w boju został odznaczony Krzyżem Srebrnym Orderu Virtuti Militari.
Po zakończeniu wojny, w stopniu sierżanta został zdemobilizowany. Początkowo pracował w przemyśle, a następnie zajął się handlem. W 1939 walczył w obronie Warszawy. W kwietniu 1940 aresztowany przez Niemców i osadzony w obozie koncentracyjnym.
Po wojnie wrócił do handlu, a w 1968 przeszedł na emeryturę. Zmarł w Łodzi i spoczywa na miejscowym cmentarzu.
Był żonaty z Janiną z Jurgielewiczów, dzieci: Kazimierz (ur. 1925), Irena (ur. 1926) i Wanda (ur. 1929).

## Ordery i odznaczenia
- Krzyż Srebrny Orderu Virtuti Militari (nr 705)
- Medal Niepodległości[3]
- Brązowy Krzyż Zasługi[3]